# كم دو هيون
كيم دو هيون (الكورية: 김두현)، من مواليد 14 يوليو 1982 في دونغدوشيون في كوريا الجنوبية، لاعب كرة قدم كوري جنوبي.
بدأ مسيرته الكروية مع نادي سوون بلو وينغز في عام 2001، ولعب معهم حتى عام 2005، وشارك معهم في 106 مباراة وسجل 6 هدف، ومنذ عام 2005 وهو يلعب مع نادي سيونغنام الهوا شنما.
و قد بدأ باللعب مع منتخب كوريا الجنوبية لكرة القدم في عام 2003.

## كأس آسيا 2007
و قد سجل هدف في مرمى منتخب البحرين لكرة القدم.

## روابط خارجية
- كم دو هيون على موقع الاتحاد الدولي (مؤرشف)  (الإنجليزية)
- كم دو هيون على موقع دوري كوريا الجنوبية (الإنجليزية)
- كم دو هيون على موقع قاعدة بيانات كرة القدم.إي يو (الإنجليزية)
- كم دو هيون على موقع بيانات كرة القدم. دي إي (الألمانية)
- كم دو هيون على موقع ليكيب (الفرنسية)
- كم دو هيون على موقع ناشيونال فوتبول تيمز (الإنجليزية)
- كم دو هيون على موقع Soccerbase.com (لاعب) (الإنجليزية)
- كم دو هيون على موقع عالم كرة القدم.نت (الإنجليزية)
- كم دو هيون على موقع أوليمبيديا (الإنجليزية)